# Майкл Шерідан (музикант)
Майкл Шерідан — австралійський гітарист. Граючи та записуючись із багатьма виконавцями, його універсальність в оригінальній музиці охоплює стилі рок, джаз/панк, індастріал, метал і звукове мистецтво, включаючи глітч і нойз. Він випустив сольні роботи, такі як Scaleshack, Digital Jamming і співпрацював з Ніколасом Літтлмором та колегами. З 1975 року він був учасником кількох груп, у тому числі No (1987–1989) з Оллі Олсеном і Марі Хой, яку описували як «Один із найпереконливіших сценічних виступів Австралії, що поєднує спід-метал, хіп-хоп та електро-фанк».  У 1989 році він пішов за Олсеном, щоб приєднатися до Макса К'ю з Майклом Хатченсом з INXS на вокалі.  Він керує лейблом Zenith Wa Records https://zenithwarecords.bandcamp.com/

## Біографія
Майкл Шерідан народився і виріс у Мельбурні . У 1970-х роках, ще в середній школі, він захопився грою на гітарі Джимі Хендрікса та інших. З 1975 року він був учасником кількох гуртів. Шерідан переїхав до Сіднея, щоб розвивати свій інтерес до імпровізованої музики. У 1982 році він створив джаз - панк групу Great White Noise, до якої увійшли Сенді Еванс, Даян Спенс, Ленні Бастіан, Тоні Бак, Джон Гілліс , а невдовзі з’явилася група імпровізації Slaughter House 3 з Джоном Роузом і Джоном . Джиллі . До середини 1980-х років Шерідан повернувся до Мельбурна і створив Transwaste разом з Джеймі Філдінгом і Пітером Джонсом . Він також грав у Whaddya Want? з Девідом Чесвортом.
У 1987 році Шерідан, провідний гітарист, приєднався до електро-панк-гурту No, до якого входили Марі Хой на клавішних і семплах, Кевін Макмехон на бас-гітарі та Оллі Олсен на вокалі, семплах і клавішних. Австралійський музикознавець Ієн Макфарлейн описав їх як «найкращий кросовер завдяки конфронтаційному поєднанню хардкорної енергії, абразивних гітарних рифів важкого металу, ритмів електро-фанку та грувів есид-хаусу». Шерідан і Олсен також працюють з Майклом Хатченсом (з INXS) у фільмі « Макс К’ю » (1989–90). Ще будучи учасником No, Шерідан створив Dumb and the Ugly (1987–93) з Джоном Мерфі на барабанах і шумових записах (колишня Wreckery) і Девідом Брауном на бас-гітарі. 
У 1990 році Шерідан випустив сольний компакт-диск Scaleshack, використовуючи техніку семплінгу та дубляжу. Невдовзі він приєднався до Peril разом із Тоні Баком, Отомо Йошіхіде та Като Хідекі. З 1991 по 1993 рік він також був учасником RAW разом з Баррі Дініком на бас-гітарі, Россом Вілсоном на вокалі (екс-Mondo Rock) і Крейгом Во на барабанах (екс-Uncanny X-Men). Макфарлейн зауважив, що вони «грали агресивну суміш року та фанку, але, окрім створення сильного культу в австралійських пабах, гурт не випускав жодних записів до розпаду». 
Наступний сольний компакт-диск Шерідана, Digital Jamming, був випущений у 1996 році, а також містить виступи Джона Роуза та Джима Денлі. І Scaleshack, і Digital Jamming пізніше були перевидані Shame File Music. Шерідан також навчався та отримав ступінь бакалавра музики в Sydney Conservatorium of Music 2000, а також отримав кваліфікацію викладача та композитора. У березні 2012 року квартет у складі Шерідана на восьмиструнній гітарі, Кріса Абрахамса на фортепіано, Джона Гілліса на перкусії та Джона Роуза на скрипці виступив і записав імпровізацію в People's Republic у Сіднеї. 

## Дискографія

### Альбоми

#### Сольні проекти
- Cell Block (1983, соло-гітарний запис East Sydney Tech. обмежений випуск на касету, Pedestrian Tapes)
- Post Transwaste '85 (1985, запис соло-гітари Trinity College Chapel, касетний обмежений випуск, No Label)
- Scaleshack (1990, CD, цифрове завантаження, Bandcamp опубліковано 2019, Zenith Wa Records, ZWR_01) https://scaleshack.bandcamp.com/
- Digital Jamming (1996, CD, Black Hole Records, HOLE018. Цифрове завантаження, Bandcamp опубліковано 2020, Zenith Wa Records, ZWR_018) https://michaelsheridan-soloproject.bandcamp.com/

#### Спільні та збірні альбоми
- March of the Five Limbs - Keys Music Association - Подвійний вініловий LP, 1982 (компіляція: Great White Noise, The Freeboppers, John Gilles Duo, під колишнім ім'ям Mike Tinney) Hot Records, Австралія, KMALP 8301-2

- Jon Rose / Forward Of Short Leg - vinyl LP [(Slawterhaus Band rec.1983, under former name Michael Tinney) Published 1987, Dossier Records, Berlin, Dossier ST 7529]
- Beyond The Southern Cross - Australian and New Zealand Bands - Double vinyl Lp. [rec. 1983, published 1984 (Great White Noise)  INK Records, subsidiary of Red Flame, United Kingdom INK 4D]
- Live at the Wireless - Compilation, The EP, 12" vinyl (1983, Great White Noise recorded live JJJ 105.7 FM - Sydney, Australia)
- Jon Rose Fringe Benefits - double CD compilation (History of the recorded music label Fringe Benefits - An Australian Archive 1977 - 1985) Entropy Stereo Recordings, Ann Arbor, Mi USA. Entropy 006
- Transwaste - Collection - album, Digital Download ('Best Of' recorded 1984, Bandcamp published 2019, Zenith Wa Records, ZWR_06)
- Ecco Homo - Motor Cycle Baby, 12" vinyl Ep (1988,  Copyright & Pub. RooArt, Sydney Australia, 872 261-1)
- NO - Glory For The Shit For Brains - vinyl LP (1988, Ultimate Records, Melbourne, ULP 001)
- NO - Self Titled - 12" vinyl EP,  (1989, Augo-go, Melbourne, Australia, ANDA 81)
- NO - Once We Were Scum Now We Are God, vinyl LP,  (recorded live 1990, Ltd. Ed. pack includes poster & 12" single 200 Years, Augo-go, Melbourne, Australia, ANDA 94)
- Dumb & the Ugly - Self titled - Mini LP 12" vinyl (published 1990, recorded 1989, Doctor Jim's, Melbourne, Australia, Dr JIM 2)
- Dumb & the Ugly - Self titled - Single 7" vinyl (published 1991, recorded 1990, Doctor Jim's, Melbourne, Australia, Dr JIM 3)
- Dumb & the Ugly - Atmospheres Of Metal - CD album (published 1992, Doctor Jim's, Melbourne, Australia, Dr JIM 6)
- BLUNT 12 solid gold inner-city hits - LP vinyl compilation (1991, Dumb & the Ugly, Modern Records, Sydney, Australia, BLUNT-003)
- Vampyroteutis Infernalis - Bummer Vol.1 - vinyl single 7", 1990 (Compilation: Dumb & the Ugly, Hugo Race, Fetish 69, Practical Folk Music, ltd. ed. 600, Vampyroteutis Infernalis Record label, pressing 092021, Germany.
- MAX Q - Self Titled - LP vinyl (1989, Oceania Recording, CBS inc. Aust & USA. CBS 465906 1)
- MAX Q - Self Titled - CD album (1989, Oceania Recording, CBS inc. Aust & USA. CBS 465906 2)
- MAX Q - Self Titled - LP cassette (1989, Oceania Recording, CBS inc. Aust & USA. CBS 465906 4)
- MAX Q - Way Of The World -  12" EP vinyl (1989, Todd Terry 12" & 7" mixes: Zero 2 0, and, Ghost Of The Year mix, Oceania Recording, CBS inc. Aust & USA  CBS 555555 6)
- MAX Q - Way Of The World -  7" Single, vinyl (1989, Todd Terry 7" mix including Zero 2 0, Oceania Recording, CBS inc. Aust & USA  CBS 555555 7)
- MAX Q - Way Of The World -  CD Single (1989, Todd Terry 7" mix including Zero 2 0, Oceania Recording, CBS inc. Aust & USA  CBS 555555 2)
- MAX Q - Sometimes - 7" Single, vinyl (1989, Todd Terry's Straight Rock Mix, Love Man remix by Todd Terry & Mark Harder, Oceania Recording, CBS inc. Aust & USA  CBS 655419 7)
- MAX Q - Sometimes - CD Single (1989, Todd Terry's Straight Rock Mix, Love Man remix by Todd Terry & Mark Harder, Oceania Recording, CBS inc. Aust & USA  CBS 655419 2)
- MAX Q - Monday Night By Satellite 7" Single, vinyl (1989, B side - Ot-Ven-Rot, Oceania Recording, CBS inc. Aust & USA  CBS 655655 7)
- MAX Q - Sometimes - 12" EP vinyl (1989, Todd Terry Mixes: Rock House Extended & Dub Mix, Love Man remix by Todd Terry & Mark Harder, Oceania Recording, CBS inc. Aust & USA  CBS 655419 6)
- MAX Q - Sometimes - 12" EP vinyl (1989, Paul Oakenfold Mixes: Future Mix, Land Of Oz Mix, Land Of Oz Instrumental Mix,  Oceania Recording, CBS inc. Aust & USA 655419 0)
- SCOURGE - Scourge - Single 7" vinyl (Phoenix - co-production with Adam Quaif, Platinum Studios) Death Valley Records, Melbourne , Australia, DV-003
- PERIL - Peril - CD album, 1993, Dr Jims Records, Melbourne, Australia, Dr JIM 7.
- PERIL - Multiverse - CD album, 1994, Sound Factory Hong Kong, distributed by Black Hole Recordings Melbourne, Australia,  SFCD 015
- FOIL - Affirmative - CD EP, 1993 (Co-production and guitar) Melbourne, Australia, EP CD02 - Winter 1993
- Kerri Simpson - Vévé - The Arousing - CD album 1995, Shock Records, Melbourne, Australia, SPUD CD 002
- Kerri Simpson & Vévé - Speak - CD album 1996, Pub. Karmic hit, Cop. Kerri Simpson, KH 005
- Stephen Cummings - Escapist - CD album,1996, [Your'e A Dream (Cummins/Burstin) - with John Murphy - drums] Polydor Records, Australia, 5318402
- Psy-Harmonics Volume 3 - Hacking The Reality Myth, CD Compilation, 1996 (MAX Q - Sometimes - budget Truffles Mix)  Polygram Music Publishing, PSY003
- Martin & Peter Wesley-Smith - QUITO - CD album, 1997(a Documentary Drama about schizophrenia & East Timor, Music by Martin, lyrics by Peter) Tall Poppies Records, Sydney, Australia, TP111.
- Professional test Record - Black Hole - CD album, 1997 (Antilogue - with David Quinn) Black Hole Records, HOLE019
- David Bridie - Act of free Choice - CD album, 2000 (Produced & Mixed by Ian Caples Brixton, London, UK) P & C EMI 7243 5 30180 2 3
- Primitive Ghost - SKIN - CD EP, 1998 (with Ollie Olsen, Baby Lemonade, Lucky Rich, Fab, and Bryan St James) P & C Warner Music Australia, 3984241072
- Primitive Ghost - UNRELEASED - album, 1999, Recorded at Sing Sing Studios, P & C Warner Music Australia, unreleased
- Monique Brumby - Wrecking Ball - The Eventide EP - CD 1998 (guitar on Wrecking Ball) Sony Music Australia, 666470 2
- Ju Ju Space Jazz - Intersound - CD album 2000, C & P Kookyburra Droppings,  www.clubkooky.com, Sydney Australia, KBDCD 005
- Ambi-Ant Beats - A Chill Out Journey - Double CD album compilation, 2000 (Dumb & the Ugly - Atmosphere 145º )
- Smeagol's Workshop - The Creation Series Volume 1 - CD album compilation, 2002, Copyright dreameyesentertainment.com  2002
- Monique Brumby - Driving Home - CD EP, 2003 (guitar on Nobody's Perfect) P & C Monique Brumby for Little Wind records & Productions, M1 250
- Melanie Oxley and Chris Abrahams - Blood Oranges - CD album, 2003, distribution Vitamin Records, P & C Remote Music, Sydney, Australia, rem5
- YUNYU - Twisted Tales - Quirtz Download Album, 2012 (Twisted Tales - A Song Cycle, Guitar on: BlueBeard, Butterflies, Red, Snegurochka, Matchgirl) https://yunyu.bandcamp.com/
- All My Sins Remembered - The Sonic Worlds of John Murphy - 3CD Set & booklet, 2016 (Mandrix rec. live1975 - Evolution, Dumb & the Ugly - Lunacy 145º from the album Atmospheres of Metal) Berlin, Germany, The Epicurian cure.10
- Barney McAll TXQ - Global Intimacy, CD album & Digital Download, 2018 (Facebook Killed the Arts, written by Barney McAll & SIA) Produced by Barney McAll TorniquetX, Extra Celestial Arts, Melb. Australia
- The Two Leaves - A Nicholas Littlemore & Michael Sheridan collaboration - Obtusifolia, Digital Download LP, 2018 (guitar and processing. includes guest track The Pool with Latasha Alcindor) Spotify, Apple Music.
- YUNYU - Pirates of the Silk Road - single track, 2019 (VR mod for Beat Sabre - Composition collaboration, guitar) https://yunyu.bandcamp.com/track/pirates-of-the-silk-road
- Cherry2000 - Banned For Life - album, 2019 (recorded and produced by Cherry2000 2013 -19, Rachael Lafferty, Andy Ranzen, Julie Kim, Michael Sheridan, Digital Download LP) https://cherry-2000.bandcamp.com/
- DARK GLOVE with Hellen Rose & Li'l Mac - LONG LOST SOUL - album, 2020 (Produced by Michael Sheridan, Greg Williams, Carl Manuell, Digital Download LP) https://darkglove.bandcamp.com/album/long-lost-soul
- DARK GLOVE with Hellen Rose - 7" vinyl EP, Ltd. Ed. of 200, 2020 (Co-produced by Zenith Wa Records and Vital Music) Three tracks selected from the album: Long Lost Soul, Chicago Street Prayer, Entrapment Dub. Zenith Wa Records  https://darkglove.bandcamp.com/album/long-lost-soul
- DARK GLOVE - MURDA - Digital Download / Streaming album, 2022 (Produced by Michael Sheridan) Zenith Wa Records https://darkglove.bandcamp.com

### Саундтреки до фільмів
- Собаки в космосі - сценарій і режисер Річард Ловенштайн, 1986 (попутна гітарна музика) Copyright Skouras Pictures Midnightmovies.com MM DVD 003
- Маска мавпи - режисер Саманта Ленг, заснована на книзі Дороті Портер, 2000 (гітара в саундтреку) Нагорода Australian Screen Sound Guild за саундтрек року в 2001 році, Arena Film Production DVD MMA2016
- The Monkey's Mask - Single Gun Theory, CD Soundtrack 2001 (класична гітара на CD трек 20 «Evidence») Нагорода Australian Screen Sound Guild за саундтрек року 2001, ABC Classics 461 726-2
- Mystify – Майкл Хатченс – документальний фільм – сценарист, режисер і продюсер Річард Лоуенштайн, 2019 (частини фільму містять музику Макса К’ю, включає візуальний вигляд) Ghost Pictures, Австралія.
- White Light - A George Gittoes production, 2019 (композиція гітарної теми протягом усього фільму) Музичний керівник Хеллен Роуз. Нагороджений за найкращий повнометражний документальний фільм Міжнародного кінофестивалю в Сіракузах 2019, а також отримав нагороду Bassel Shehade за соціальну справедливість Сіднейського міжнародного кінофестивалю.

### Музичні кліпи
- Max Q - Way of the World, 1989 (режисер: Річард Ловенштайн)
- Max Q - Іноді, 1989 (режисер: Річард Ловенштайн)
- Max Q - Monday Night by Satellite, 1989 (режисер Річард Ловенштайн)
- Primitive Ghost - Skin, 1998 (режисер Джеймс Віддоусон) https://www.youtube.com/watch?v=om9uwMIiFG0&list=LLtnU_R24Od5P1Y0jyoBLWug&index=80&t=0s